# Travunia
Genre
Synonymes
- Absolonia Roewer, 1915 nec Börner, 1901
- Abasola Strand, 1928

Travunia est un genre d'opilions laniatores de la famille des Travuniidae.

## Distribution
Les espèces de ce genre se rencontrent en Croatie, en Bosnie-Herzégovine et au Monténégro.

## Liste des espèces
Selon World Catalogue of Opiliones (20/05/2021) :
- Travunia borisi (Hadži, 1973)
- Travunia hofferi (Šilhavý, 1936)
- Travunia jandai Kratochvíl, 1937
- Travunia troglodytes (Roewer, 1915)

## Publication originale
- Absolon, 1920 : « O mikrofotografování neprůhledných drobných předmětů. Výsledky výskumných cest po Balkaně Část V. » Časopis moravského musea zemského, vol. 17/19, p. 582–601.